# 邹圩镇
邹圩镇，是中华人民共和国广西壮族自治区南宁市宾阳县下辖的一个乡镇级行政单位。

## 行政区划
邹圩镇下辖以下地区：
邹圩社区、六新村、新华村、永和村、长安村、长新村、高龙村、中南村、同仁村、同礼村、同德村、七星村、古莲村、白山村和龙塘村。